# Catedral de Santa Maria (Tóquio)
A Catedral de Santa Maria (em japonês: 東京カテドラル聖マリア大聖堂; romaniz.: Tōkyō Katedoraru Sei Maria Daiseidō) é a sé da Arquidiocese de Tóquio e está localizada no bairro de Sekiguchi de Bunkyo, Tóquio, Japão.

## História
A estrutura original de madeira construída em 1899 em estilo gótico foi destruído durante o bombardeamento de Tóquio durante a Segunda Guerra Mundial. A presente igreja, projetada pelo arquiteto Kenzo Tange, foi completada em 1964. Tange foi auxiliado por Wilhelm Schlombs, arquiteto da Arquidiocese de Colônia, pelo engenheiro estrutural Yoshikatsu Tsuboi, que já tinha trabalhado com Tange antes, e pelo arquiteteto suíço Max Lechner.

## Arquitetura

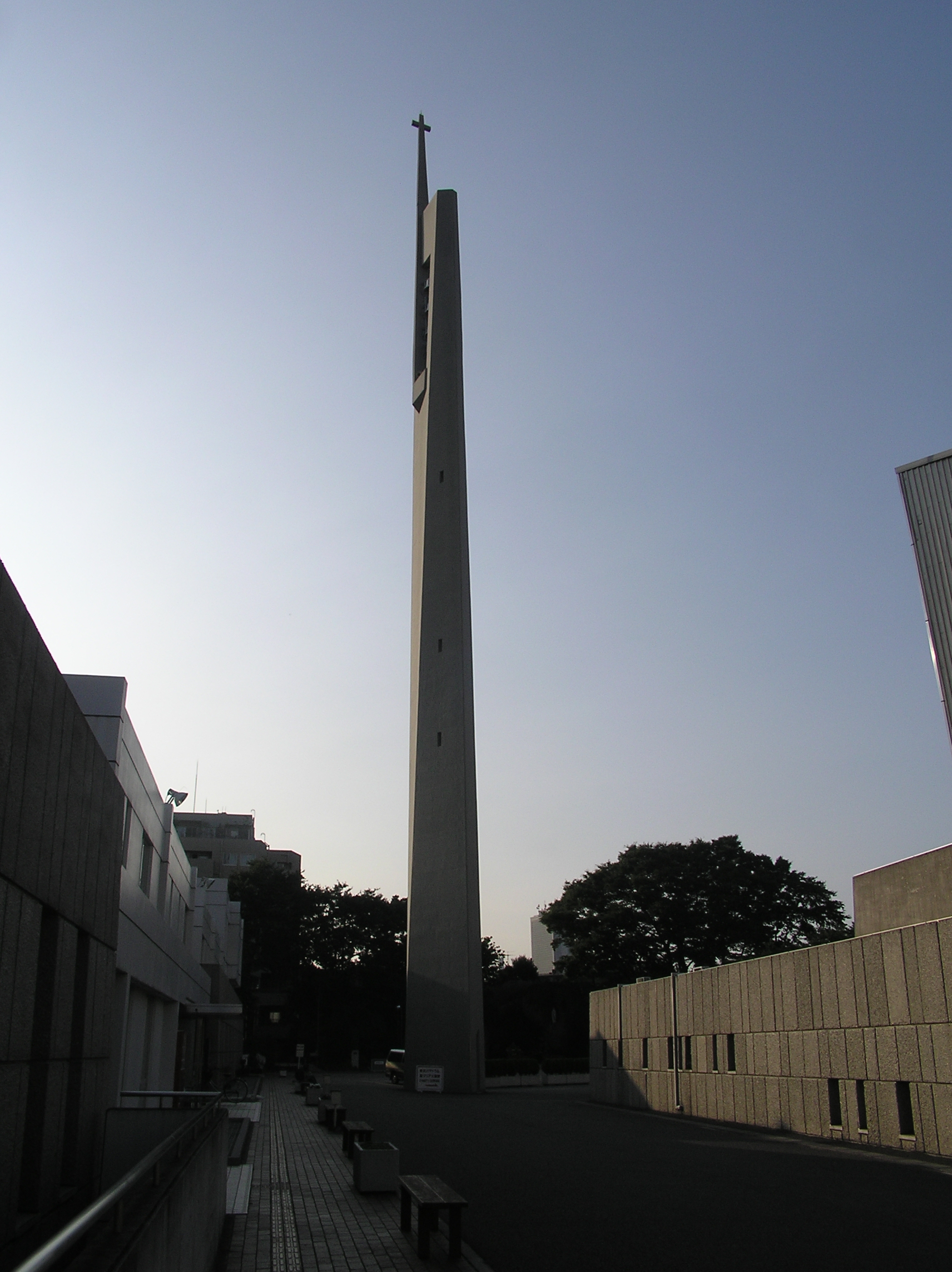
Catedral de Santa Maria, Tóquio, Vista da torre

O formato geral do edifício é cruciforme e a partir dele se erguem oito parábolas hiperbólicas de forma similar à icônica Catedral de Santa Maria da Assunção, São Francisco, na Califórnia, construída na mesma época. As parábolas se abrem para o alto para formar uma cruz de luz, que continua verticalmente ao longo das quatro fachadas. A este espaço romboide outras construções secundárias foram adicionadas, incluindo um batistério e uma pia batismal, cujas formas retangulares contrastam com o caráter simbólico da catedral. A torre da igreja tem 61,6 metros de altura e está a uma curta distância do edifício principal. O revestimento é feito de aço inoxidável.
Em 2004, um grande órgão foi construído e instalado pela firma italiana Mascioni.

## Galeria

Imagens da catedral
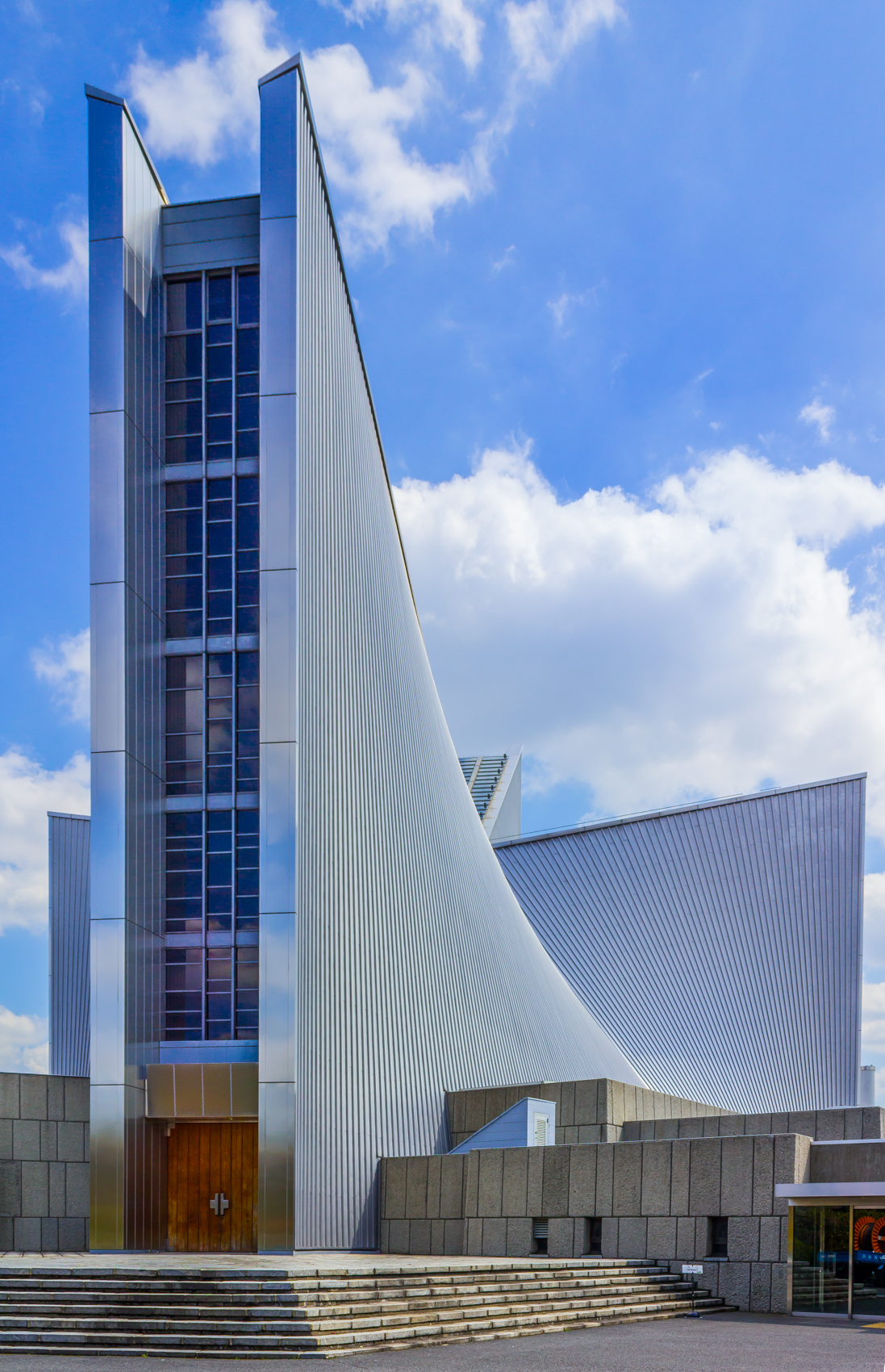
Vista
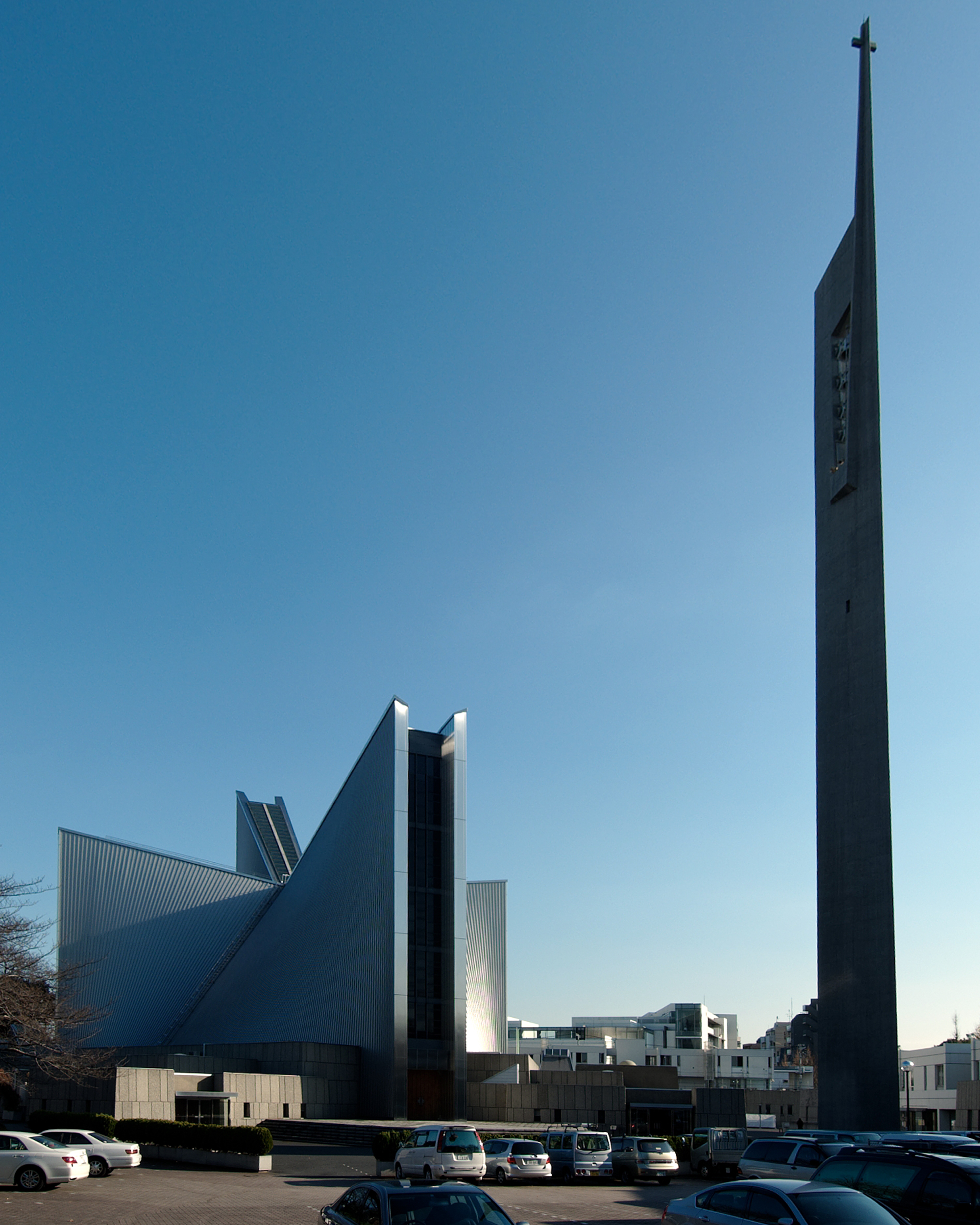
Torre
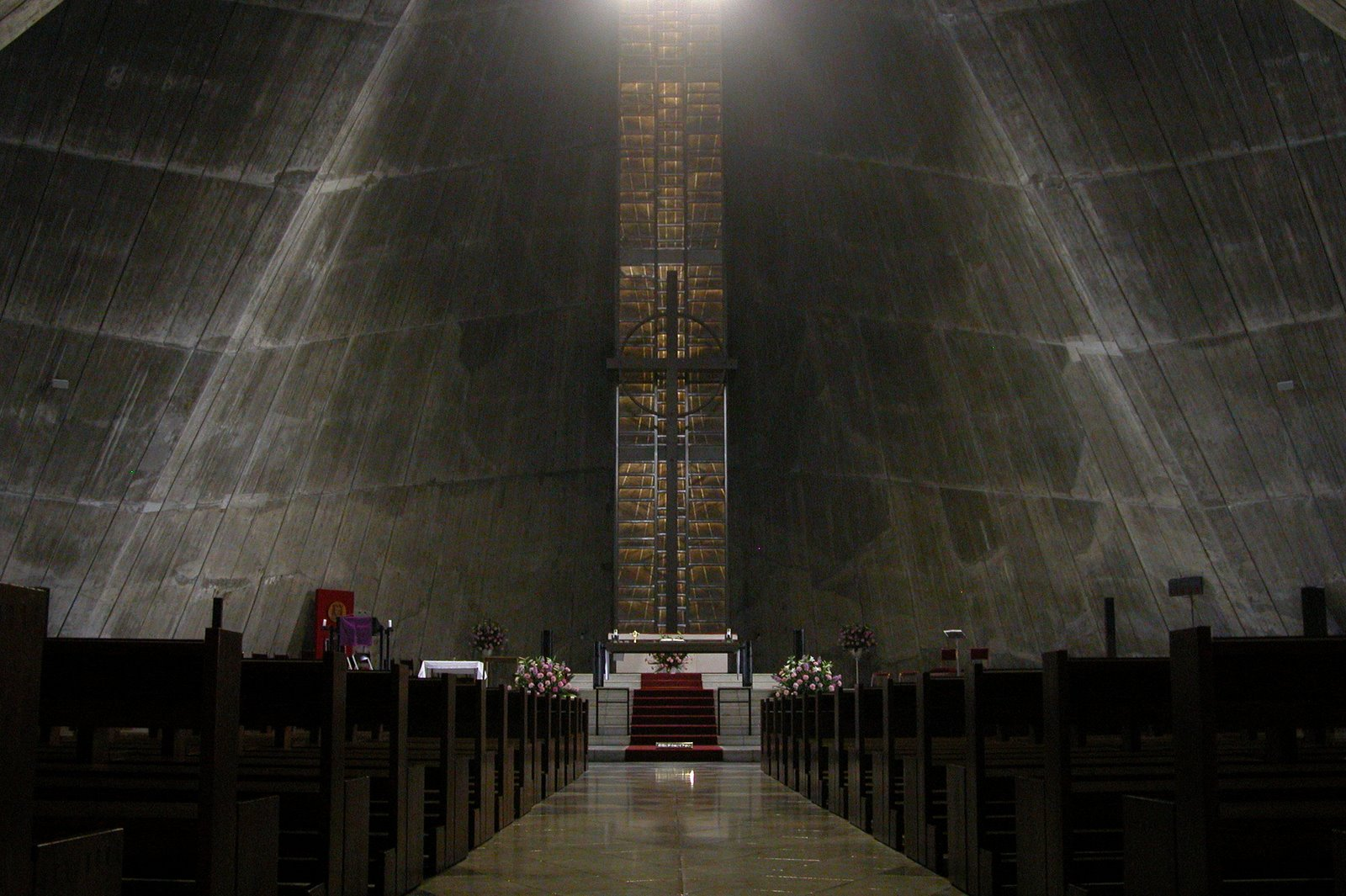
Interior